# 太安 (大理)
太安（たいあん）は、中国の大理国の段思廉の時代に使用された元号。使用年代不詳。